# Подводные лодки типа «Оберон»
Подводные лодки типа «Оберон» (англ. Oberon class) — серия британских дизель-электрических подводных лодок. Созданы на основе типа «Порпез» и были внешне идентичны последним, отличаясь однако, рядом внутренних улучшений. Подводные лодки типа «Оберон» считались одними из наиболее бесшумных подводных лодок своего времени. Всего с 1957 по 1978 год было построено 29 подводных лодок этого типа. Большая часть из них была продана другим странам или построена по их заказам, подводные лодки типа «Оберон» состояли, помимо КВМФ Великобритании, на вооружении ВМС Австралии, Канады, Бразилии, Чили и Египта. В Великобритании подводные лодки этого типа были сняты с вооружения в конце 1980-х — начале 1990-х годов; планировалось заменить их аналогичным количеством лодок типа «Апхолдер», но затем программа строительства дизель-электрических подводных лодок в Великобритании была свёрнута и тип «Апхолдер» был тоже снят с вооружения. В других странах, использовавших лодки типа «Оберон», они были сняты с вооружения в конце 1990-х — начале 2000-х годов и на 2008 год уцелевшие представители этой серии используются только в роли музейных кораблей.

## Представители
| Название                     | Номер вымпела                | Судоверфь                    | Дата закладки                | Спуск на воду                | Ввод в строй                 | Судьба                                         |
| по заказу ВМС Великобритании | по заказу ВМС Великобритании | по заказу ВМС Великобритании | по заказу ВМС Великобритании | по заказу ВМС Великобритании | по заказу ВМС Великобритании | по заказу ВМС Великобритании                   |
| ---------------------------- | ---------------------------- | ---------------------------- | ---------------------------- | ---------------------------- | ---------------------------- | ---------------------------------------------- |
| Оберон Oberon                | S 09                         | Chatham Dockyard             | 28 ноября 1957               | 18 июля 1959                 | 24 февраля 1961              | снята с вооружения в 1986                      |
| Один Odin                    | S 10                         | Cammell Laird                | 27 апреля 1959               | 4 ноября 1960                | 3 мая 1962                   | снята с вооружения в 1990                      |
| Орфей Orpheus                | S 11                         | Vickers-Armstrong            | 16 апреля 1959               | 17 ноября 1959               | 25 ноября 1960               | снята с вооружения в 1994                      |
| Олимп Olympus                | S 12                         | Vickers-Armstrong            | 4 марта 1960                 | 14 июня 1961                 | 7 июля 1962                  | с 1989 в ВМС Канады, снята с вооружения в 2005 |
| Осирис Osiris                | S 13                         | Vickers-Armstrong            | 26 января 1962               | 29 ноября 1962               | 11 января 1964               | в 1992 передана Канаде на запчасти             |
| Онслот Onslaught             | S 14                         | Chatham Dockyard             | 8 апреля 1959                | 24 сентября 1960             | 14 августа 1962              | снята с вооружения в 1990                      |
| Оттер Otter                  | S 15                         | Scott-Lightgow               | 14 января 1960               | 15 мая 1961                  | 20 августа 1962              | снята с вооружения в 1991                      |
| Оракул Oracle                | S 16                         | Cammell Laird                | 26 апреля 1960               | 26 сентября 1961             | 14 февраля 1963              | снята с вооружения в 1993                      |
| Оцелот Ocelot                | S 17                         | Chatham Dockyard             | 17 ноября 1960               | 5 мая 1962                   | 31 января 1964               | снята с вооружения в 1991                      |
| От Otus                      | S 18                         | Scott-Lightgow               | 31 мая 1961                  | 17 октября 1962              | 5 октября 1963               | снята с вооружения в 1992                      |
| Опоссум Opossum              | S 19                         | Cammell Laird                | 21 декабря 1961              | 23 мая 1963                  | 5 июня 1964                  | снята с вооружения в 1993                      |
| Оппортьюн Opportune          | S 20                         | Scott-Lightgow               | 26 октября 1962              | 14 февраля 1964              | 28 декабря 1964              | снята с вооружения в 1992                      |
| Оникс Onyx                   | S 21                         | Cammell Laird                | 16 ноября 1964               | 18 августа 1966              | 25 ноября 1967               | снята с вооружения в 1991                      |
| по заказу ВМС Австралии      |                              |                              |                              |                              |                              |                                                |
| Оксли Oxley                  | SS 27                        | Scott-Lightgow               | 2 июля 1964                  | 24 сентября 1965             | 27 марта 1967                | снята с вооружения в 1992                      |
| Отвей Otway                  | SS 59                        | Scott-Lightgow               | 29 июня 1965                 | 29 ноября 1966               | 22 апреля 1968               | снята с вооружения в 1994                      |
| Овинз Ovens                  | SS 70                        | Scott-Lightgow               | 17 июня 1966                 | 5 декабря 1967               | 18 апреля 1969               | снята с вооружения в 1995                      |
| Онслоу Onslow                | SS 60                        | Scott-Lightgow               | 22 мая 1967                  | 29 августа 1968              | 22 декабря 1969              | снята с вооружения в 1999                      |
| Орион Orion                  | SS 61                        | Scott-Lightgow               | сентябрь 1962                | 29 февраля 1964              | 23 сентября 1965             | снята с вооружения в 1996                      |
| Отама Otama                  | SS 62                        | Scott-Lightgow               | 6 октября 1972               | 16 сентября 1974             | 15 июня 1977                 | снята с вооружения в 2000                      |
| по заказу ВМС Канады         |                              |                              |                              |                              |                              |                                                |
| Оджибве Ojibwa               | SS 72                        | Chatham Dockyard             | 28 мая 1973                  | 2 декабря 1975               | 27 апреля 1978               | снята с вооружения в 1997                      |
| Онондага Onondaga            | SS 73                        | Chatham Dockyard             | июнь 1964                    | 25 сентября 1965             | 22 июня 1967                 | снята с вооружения в 2005                      |
| Окенаген Okanagan            | SS 74                        | Chatham Dockyard             | март 1965                    | 17 сентября 1966             | 22 июня 1968                 | снята с вооружения в 2005                      |
| по заказу ВМС Бразилии       |                              |                              |                              |                              |                              |                                                |
| Хумайта Humaita              | № 20                         | Vickers-Armstrong            | 3 ноября 1970                | 5 октября 1971               | 18 июня 1973                 | снята с вооружения                             |
| Тунелерус Toneleros          | № 21                         | Vickers-Armstrong            | 18 ноября 1971               | 22 ноября 1972               | 8 сентября 1978              | снята с вооружения                             |
| Рьячуелу Riachuelo           | № 22                         | Vickers-Armstrong            | 26 мая 1973                  | 6 сентября 1975              | 12 марта 1977                | снята с вооружения                             |
| по заказу ВМС Чили           |                              |                              |                              |                              |                              |                                                |
| Хйятт Hyatt                  | № 23                         | Scott-Lightgow               | 10 января 1972               | 26 сентября 1973             | 27 сентября 1976             | снята с вооружения                             |
| О’Брайен O’Brien             | № 22                         | Scott-Lightgow               | 17 января 1971               | 21 декабря 1972              | 15 апреля 1976               | снята с вооружения                             |